# Hong Kong International Airport
Hong Kong International Airport (kinesisk: 香港國際機場) (IATA: HKG, ICAO: VHHH) er den vigtigste lufthavn i Hong Kong. Lufthavnen omtales også som Chek Lap Kok Airport, efter øen Chek Lap Kok som via inddæmning og opfyldning blev udvidet flere hundrede procent til det nuværende lufthavnsareal.
Lufthavnen åbnede i 1998, efter at Kina havde overtaget Hongkong fra englænderne. Den nye lufthavn skulle afløse Kai Tak Airport, der som en kunstig odde strakte sig ud i havnebassinet fra Kowloon. Det krævede specialtrænede piloter at lande et fly på Kai Tak, på grund af en vanskelig indflyvning over meget tæt bebygget område, hvor det bjergrige terræn krævede en meget præcis krængende manøvrering. Kai Tak Airport blev lukket efter åbningen af den nye lufthavn.
Som led i aftalen om overdragelse af Hong Kong til Kina, indgik England og Kina en aftale om at anlægge den nye superlufthavn i henhold til en tidsplan, hvorunder de store anlægsarbejder, som englænderne indledte, først blev afsluttet og indviet efter, at overdragelsen til Kina havde fundet sted. Udover den nye super-lufthavn omfattede anlægsarbejderne  bl.a. anlæggelse af en metroforbindelse mellem lufthavnen og Hong Kongs centrum samt to enorme broprojekter, en skråstagsbro samt en hængebro, hvoraf hængebroen på indvielsestidspunktet var verdens største hængebro. 
Lufthavnen er en af verdens travleste med ca. 44,4 millioner passager årligt.[kilde mangler] Det er en af de tre største lufthavne i det sydlige Kina sammen med Guangzhou Baiyun International Airport og Shenzhen Bao'an International Airport.

## Galleri
- Et vue over Hong Kong International Airport
- Lufthavnen om natten
- Lufthavnens terminaler
- Airbus A330-200 (Air Seychellerne) og lufthavn kontroltårn